# 비밀 통로

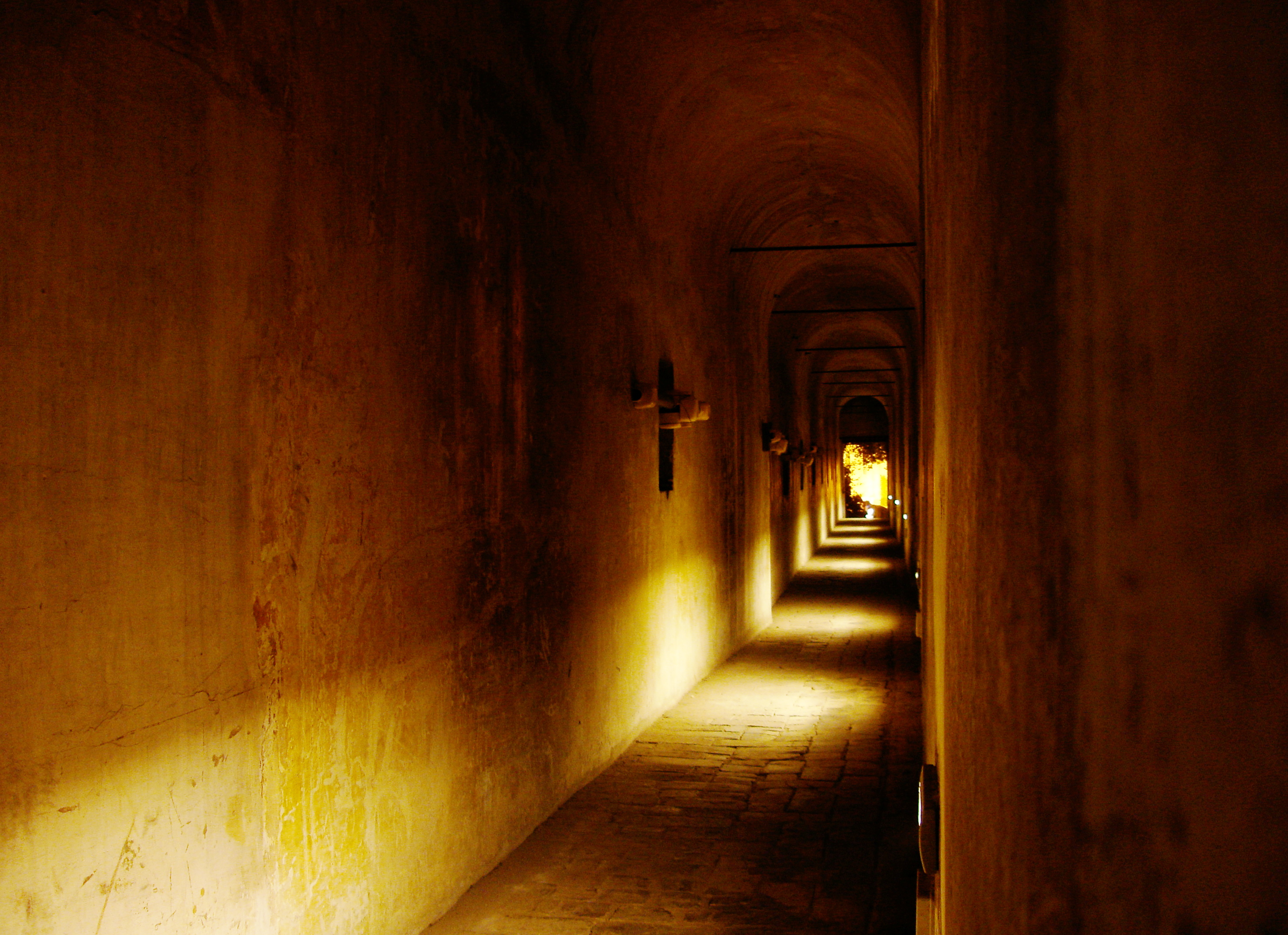
바티칸 시국의 파세토

비밀 통로(秘密通路)는 사람 또는 물건이 비밀리에 이동될 경우에 사용되는 숨겨진 경로이다. 이것들은 비밀방으로 이어지는 건물 안에 있는 경우가 있다.
다른 것들은 사람들이 눈에 띄지 않고 건물에 들어가거나 나가는 것을 허용한다. 국가 원수, 부자, 범죄자 등이 소유한 성과 집에 비밀 통로와 비밀의 방이 지어졌다. 물품과 사람을 밀수하거나 활동을 은폐하기 위해 사용되기도 한다.

## 외관 및 구성
일부 비밀 통로의 입구는 벽난로나 내장된 슬라이딩 책장과 같은 건축학적 특징으로 나타난다. 일부 입구는 더욱 정교하게 숨겨져 있으며 숨겨진 메커니즘이나 잠금 장치를 사용해야만 열 수 있다. 다른 것들은 훨씬 더 간단하다. 예를 들어, 양탄자 밑에 숨겨진 다락문이 있다.
일부 건물에는 주민들이 적의 포위 공격으로부터 탈출할 수 있도록 설계된 중세 성의 비밀 통로와 같이 원래 계획에 따라 지어진 비밀 구역이 있다. 다른 성들의 비밀 통로는 지하 수원으로 이어져 장기간의 포위 공격 중에 물을 공급했다.
전통적인 아랍 가옥에는 때때로 바브 이르(Bab irr)가 있다. 비상구로 사용되는 비밀 문은 벽에 내장되어 있고 창틀이나 책장에 숨겨져 있다. 이 이름은 아덴(현대 예멘)의 고대 성벽을 뚫은 6개의 문 중 하나에서 유래되었으며, 이 문은 국가 안보 비상 상황에서만 열렸다. 현대 스페인의 벤케렌시아(Benquerencia) 아랍 요새에는 "반역의 문"으로 알려진 바브 알 시르(Bab al-Sirr)가 있다.
초기 건설 후에 다른 비밀 통로가 추가되는 경우도 있다. 비밀 터널은 감옥이나 전쟁 포로 수용소에서 탈출로로 만들어지는 경우가 많으며, 이를 탈출 터널이라고 한다. 일반적으로 숨겨진 개구부나 문이 필요하며 허위 벽 생성과 같은 다른 사기성 건축 기술이 포함될 수 있다. 총기, 불법 마약, 기타 밀수품을 밀수하는 데 사용되는 터널 등 다양한 이유로 다른 터널이 만들어졌다.

## 같이 보기
- 지하
- 지하상가
- 메트로-2